# Justin Knapp
Justin Anthony Knapp (Indianápolis, Indiana; 18 de noviembre de 1982), conocido en línea como Koavf, es un usuario estadounidense de Wikipedia que fue la primera persona en contribuir con más de un millón de ediciones a Wikipedia. En marzo de 2020, Knapp había realizado más de 2 millones de ediciones en Wikipedia en inglés. Ocupó el puesto número 1 entre los contribuyentes más activos de Wikipedia de todos los tiempos desde el 18 de abril de 2012 hasta el 1 de noviembre de 2015, cuando fue superado por Steven Pruitt. 

## Educación
Knapp asistió a Covenant Christian High School, donde se matriculó en 1997. Es licenciado en filosofía y ciencias políticas de la Universidad de Indiana - Universidad de Purdue en Indianápolis. A partir de 2013, estaba buscando un título de enfermería en la Universidad de Indiana.

## Carrera

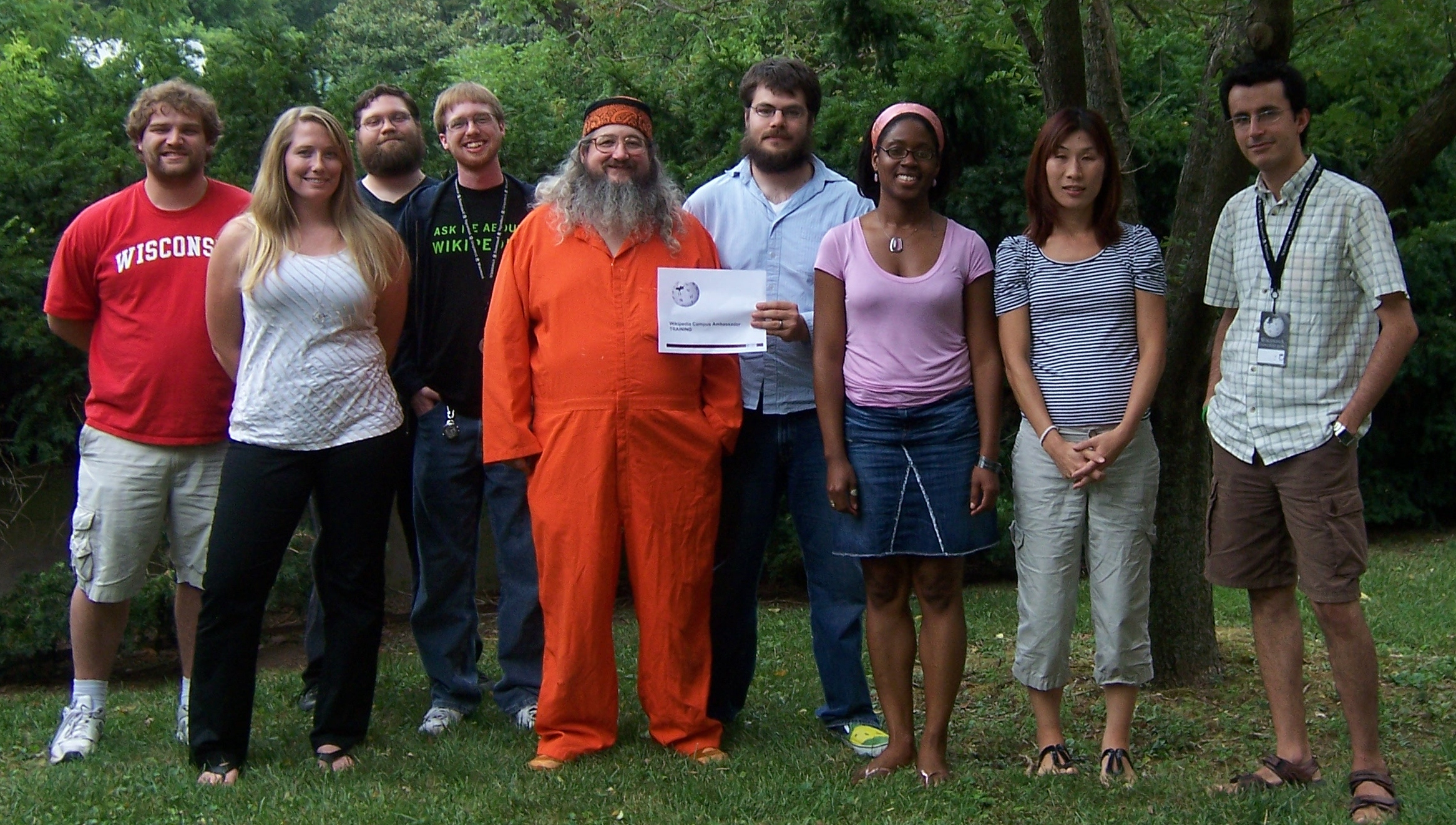
Knapp (tercero desde la izquierda) en una sesión de entrenamiento de Wikipedia en 2011

Knapp anunció su edición número un millón a Wikipedia el 19 de abril de 2012. En ese momento, había realizado un promedio de 385 ediciones por día desde que se registró en marzo de 2005. Sobre su actuación, dijo: «Estar repentina e involuntariamente desempleado te hará eso».
En 2012, el cofundador de Wikipedia Jimmy Wales felicitó a Knapp por su trabajo y le otorgó el premio más alto del sitio por su logro al declarar que el 20 de abril sería el Día de Justin Knapp. En una entrevista de 2014 con Business Insider, Knapp dijo que «no hay un día típico» con respecto a su edición de Wikipedia, y que sus «ediciones principales son pequeñas correcciones de estilo y errores tipográficos». También argumentó que la disminución del número de editores de Wikipedia «no es necesariamente un problema».
Su nombre de usuario de Wikipedia, Koavf, fue elegido como acrónimo de «Rey de todos los fanáticos de Vext» (en inglés King of all Vext Fans), una referencia a un concurso que Knapp participó para el cómic Vext en la década de 1990. Knapp contribuyó significativamente a la bibliografía de Wikipedia sobre George Orwell, y también ha realizado muchas ediciones relacionadas con la categorización de álbumes a través de la estructura de categorías de Wikipedia. En junio de 2012, el Indianapolis Star informó que Knapp a veces editaba Wikipedia hasta 16 horas al día.
En 2005, en la sexagésima Asamblea General de Naciones Unidas, Knapp abogó por el pueblo saharaui y habló sobre la situación en el Sahara Occidental. También ha estado involucrado en la organización comunitaria para una manifestación de Restaurar la Cuarta en 2013.

### Otro
Knapp ha tenido varios trabajos, incluyendo la entrega de pizzas para la pizzería Just Pizza de Indianápolis, una tienda de comestibles y una línea directa de crisis.